# 科爾文公園 (伊利諾伊州)
科爾文公園（英語：Colvin Park）是位於美國伊利諾伊州迪卡爾布縣的一個非建制地區。該地的面積和人口皆未知。

## 地理
科爾文公園的座標為42°08′17″N 88°47′00″W / 42.13806°N 88.78333°W，而該地的平均海拔高度為259米（即850英尺）。